# Stephanocyathus bipatella
Espèce
Stephanocyathus bipatella est une espèce de coraux appartenant à la famille des Caryophylliidae.